# 광주새롬학교
광주새롬학교는 경기도 광주시 초월읍에 있는 사립 특수학교이다. 지체장애인 학생을 위한 교육환경을 만들기 위해 초등학교, 중학교, 고등학교, 전공과가 통합된 형태의 학교이다.

## 연혁
- 1993.09.01 서울시교육청 삼육재활학교 광주분교 개교
- 2017.03.01 경기도교육청 광주새롬학교 개교